# ایرج ادیب‌زاده
ایرج ادیب‌زاده (۱۳۲۵ در تهران) روزنامه‌نگار، مفسر و گزارشگر ورزشی، و مجری برنامه‌های رادیویی و تلویزیونی ایرانی ساکن فرانسه است.

## زندگی‌نامه
او کار نوشتن و روزنامه‌نگاری را از ۱۶ سالگی آغاز کرد و بعد به تحصیل در رشتهٔ ارتباطات پرداخت. با قبول شدن در کنکور رادیو ایران، به رادیو زاهدان پیوست و دورهٔ روزنامه‌نگاری حرفه‌ای خود را با این رادیو ادامه داد. پس از مدتی کار در رادیو زاهدان، به تهران دعوت شد و در رادیو تهران، زیر نظر ایرج گرگین برنامه‌ای را تحت عنوان «صدای شاعر و جهان اندیشه» به روی آنتن برد. بعد از ادغام سازمانی رادیو و تلویزیون به رادیو تلویزیون ملی ایران پیوست. با ایجاد شبکهٔ دوم تلویزیون ایران با مدیریت ایرج گرگین، او نیز به این شبکه دعوت شد و با همکاری کسانی چون مانوک خدابخشیان، حمید قاضی‌زاده، محمد علی اینانلو و رضا آخته برنامهٔ اجتماعی ـ ورزشی ورزش از نگاه دو را به‌روی آنتن تلویزیون ملی ایران برد. این برنامه توانست دو سال پیاپی جایزهٔ پربیننده‌ترین برنامه را دریافت کند. ادیب‌زاده در کنار همکاری با شبکهٔ دوم تلویزیون ملی ایران، به‌مدت هفت‌سال نیز با روزنامهٔ آیندگان همکاری داشت. در طول همکاری با تلویزیون و روزنامهٔ آیندگان، به‌عنوان خبرنگار ورزشی به بیش از ۵۰ کشور جهان سفر کرد و در بازی‌های المپیک مونترآل ۱۹۷۶ و نیز جام جهانی فوتبال ۱۹۷۸ آرژانتین حضور پیدا کرد. با مهاجرت به کشور فرانسه باز هم حرفهٔ روزنامه‌نگاری را ادامه داد و در هفته‌نامهٔ کیهان لندن به‌عنوان روزنامه‌نگار همکاری می‌کرد و پس از تأسیس بخش فارسی رادیو فرانسه به همکاری با این رسانه پرداخت. همچنین از سال ۲۰۰۶ و با تأسیس رادیو زمانه در هلند همکاری با این رسانه را شروع کرد و به ساخت برنامه‌های فرهنگی و سیاسی برای مخاطبان ایرانی پرداخت.